# Friesche Volkspartij
De Friesche Volkspartij was een federatie van leden en afdelingen van de Sociaal-Democratische Bond, Bond voor Algemeen Kies- en Stemrecht en het Algemeen Nederlandsch Werklieden-Verbond die bestond van 1886 tot ongeveer 1900 in Friesland. De Friesche Volkspartij was een vrij brede beweging van allerlei radicalen in die tijd van diverse achtergrond. Als partij was de beweging tamelijk succesvol: met haar steun werd Ferdinand Domela Nieuwenhuis gekozen in de Tweede Kamer, de partij haalde een zetel in Provinciale Staten van Friesland en werd in de gemeenteraad van Opsterland zelfs de grootste partij en leverde daar twee wethouders. 
De neergang van de beweging ontstond toen de Sociaal-Democratische Bond een revolutionaire en anti-parlementaire koers ging varen en aan de andere kant de SDAP werd opgericht. Deze partij was minder breed, maar toch sloten uiteindelijk veel oud-leden van de Friesche Volkspartij zich bij de SDAP aan.